# Георгиевский, Любчо
Любчо Георгиевский (при рождении Люпчо Георгиевский) (макед. Љубчо Георгиевски; род. 17 января 1966, Штип, Македония) — македонский политический, государственный и партийный деятель, писатель, бывший премьер-министр Республики Македония.

## Образование и творчество
В 1988 году Георгиевский окончил Университет Свв. Кирилла и Мефодия в Скопье по специальности сравнительная литература. Он является автором двух книг стихов: «Апокалипсис» (1988) и «Города» (1991).

## Карьера
Георгиевский был первым председателем ВМРО-ДПМНЕ, от его основания в 1990 году — и вплоть до мая 2003 года. После провозглашения независимости в 1991 году он стал первым вице-президентом Македонии. С осени 1991 года активно поддерживал борьбу Словении и Хорватии за выход из состава СФРЮ. С 1992 по 1995 год представлял ВМРО-ДПМНЕ в Собрании Македонии. В период с 1998 по 2002 год был премьер-министром Республики Македонии. В мае 2001 года короткое время исполнял обязанности министра обороны.
После разногласий с нынешним лидером ВМРО-ДПМНЕ Николой Груевским, Георгиевский сформировал новую партию ВМРО-Народная партия, лидером которой являлся до марта 2007 года, когда он отказался баллотироваться на пост президента от ВМРО-НП, ссылаясь на проблемы со здоровьем. С тех пор его взгляды всё дальше и дальше отходят от стержневой политической линии Республики Македонии. Георгиевский назвал Груевского — «болгарофобом».
14 июля 2006 года Любчо Георгиевский получил болгарское гражданство, на основании болгарского происхождения его родителей. Летом 2007 года принял участие в болгарской политической жизни в качестве члена инициативного комитета по выдвижению Кирилла Пендева качестве кандидата на пост мэра Благоевграда в Болгарской Македонии.
Любчо Георгиевский выступил с резким осуждением дорогостоящего монументального проекта Скопье-2014, назвав оный «Балканским Диснейлендом».

## Рекорд
В 1999 году Любчо Георгиевский был включен в Книгу рекордов Гиннесса как самый молодой премьер-министр. На момент вступления в должность ему было 32 года.